# Microsoft Speech API
La interfície de programació d'aplicacions de veu o SAPI (abreviatura en anglès de Microsoft Speech API) és una API desenvolupada per Microsoft per permetre l'ús d'aplicacions de reconeixement de veu i síntesi de veu dins les aplicacions de Windows.
Fins avui, s'han llançat una sèrie de versions de l'API, que s'han distribuït ja sigui com a part d'un Speech SDK, o com a part de Windows en si. Les aplicacions que utilitzen SAPI inclouen Microsoft Office, Microsoft Agent i Microsoft Speech Server.
En general, totes les versions de l'API s'han dissenyat de tal manera que un desenvolupador de software pot escriure una aplicació, per dur a terme el reconeixement de veu i síntesi, mitjançant l'ús d'un conjunt estàndard d'interfícies, accessibles des d'una varietat de llenguatges de programació. A més, és possible que una tercera empresa pogués produir els seus propis motors de reconeixement de veu i de text o adaptar els motors existents per treballar amb SAPI. En principi, sempre que aquests motors s'ajustin a les interfícies definides, poden ser utilitzats en lloc dels motors subministrats per Microsoft.
En general, l'API de veu és un component de lliure distribució que es pot activar en qualsevol aplicació de Windows que permeti utilitzar la tecnologia de veu. Moltes versions (encara que no tots) dels motors de reconeixement de veu i síntesi també són de lliure distribució.
Hi ha hagut dues "famílies" principals de l'API de Microsoft Speech. Les Versions SAPI 1 a 4 són tots similars entre si, amb característiques addicionals en cada nova versió. No obstant això, SAPI 5 era una interfície completament nova, llançada el 2000. Des de llavors, s'han llançat diverses subversions d'aquesta API.